# Esther Moreno
María Esther Moreno León (Ciudad de México, 20 de febrero de 1969) es una luchadora profesional mexicana, conocida bajo el nombre en el ring Esther Moreno. En Lucha Libre AAA Worldwide (AAA) es una dos veces Campeona Reina de Reinas de AAA.

## Carrera de lucha libre profesional
A principios de la década de 1990, Esther y su hermana Cynthia Moreno viajaron a Japón para luchar para All Japan Women's Pro-Wrestling. El 21 de abril de 1991 las hermanas Moreno derrotaron a Etsuko Mita y Mima Shimoda para ganar el Campeonato en Parejas de la AJW, convirtiéndose en el primer equipo mexicano en tener un campeonato en Japón. Retuvieron los títulos hasta el 2 de agosto de 1991, donde los perdieron ante Takako Inoue y Mariko Yoshida.

## Vida personal
Esther Moreno es miembro de una extensa familia de lucha libre fundada por su padre Alfonso Moreno, quien fue luchador y promotor de lucha libre y su madre, quien se hizo cargo de la promoción de la lucha libre en la Arena Azteca Budokan en Ciudad Nezahualcóyotl, Estado de México, después de la muerte de Alfonso Moreno. Las hermanas de Esther; Rossy, Alda y Cynthia Moreno, son o han sido luchadoras profesionales al igual que su hermano quien trabaja como El Oriental. Ella es la excuñada del Dr. Wagner Jr., quien estuvo casado con Rossy Moreno, también es la tía del hijo de Rossy y Wagner Jr., quien lucha como El Hijo de Dr. Wagner Jr..

## Campeonatos y logros
- Asistencia Asesoría y Administración
  - Campeonato Reina de Reinas de AAA (2 veces) [6] [7]
- All Japan Women's Pro-Wrestling
  - AJW Tag Team Championship (1 vez) - con Cynthia Moreno [2]